# Hort-System
Das Hort-System ist ein vom tschechisch-deutschen Schachgroßmeister Vlastimil Hort eingeführtes System zum Verteilen von Geldpreisen bei Schachturnieren nach Schweizer System unter punktgleichen Teilnehmern. Es dient dazu, im Bereich des Preisgeldes den oft gravierenden Einflüssen der Feinwertungen im Schach entgegenzuwirken.

## Ermittlung der Verteilung
Jeder Spieler in den Geldpreisrängen erhält 50 % des für seinen Platz vorgesehenen Preisgelds. Die restlichen 50 % des Preisgelds wandern in einen Topf für die jeweils punktegleichen Spieler und werden zu gleichen Teilen unter ihnen verteilt. Falls ein Spieler mit niemandem sonst punktgleich war, erhält er den gesamten Topf, also eben 100 % des für seinen Platz vorgesehenen Preisgeldes.
Es werden in aller Regel ganzzahlige Beträge ausgezahlt.

## Beispiel
Es sind folgende Preisgelder ausgeschrieben:
- 1. Preis 100 €
- 2. Preis  80 €
- 3. Preis  60 €
- 4. Preis  40 €
- 5. Preis  20 €
- 6. Preis  10 €

Die Preisträger laufen mit folgender Reihenfolge ein:
| Teilnehmer | Punkte | Buchholz-Wertung | ausgeschriebenes Preisgeld | 50 % behalten                 | Topf                                        | Anteil                        | Gesamtpreis |
| Spieler A  | 8,0    | 71,0             | 100,00 €                   | 50,00 €                       | 90,00 € (jeweils 50 % von Platz 1 und 2)    | 45,00 €                       | 95,00 €     |
| Spieler B  | 8,0    | 70,5             | 80,00 €                    | 40,00 €                       | 90,00 € (jeweils 50 % von Platz 1 und 2)    | 45,00 €                       | 85,00 €     |
| Spieler C  | 7,5    | 68,0             | 60,00 €                    | entfällt, da keine Aufteilung | entfällt, da keine Aufteilung               | entfällt, da keine Aufteilung | 60,00 €     |
| Spieler D  | 7,0    | 68,5             | 40,00 €                    | 20,00 €                       | 35,00 € (jeweils 33 % von Platz 4, 5 und 6) | 12,00 €                       | 32,00 €     |
| Spieler E  | 7,0    | 67,0             | 20,00 €                    | 10,00 €                       | 35,00 € (jeweils 33 % von Platz 4, 5 und 6) | 12,00 €                       | 22,00 €     |
| Spieler F  | 7,0    | 66,5             | 10,00 €                    | 5,00 €                        | 35,00 € (jeweils 33 % von Platz 4, 5 und 6) | 12,00 €                       | 17,00 €     |

## Wirkung
Eine Preisverteilung nach dem Hort-System führt dazu, dass sich das Preisgeld stärker nach den erzielten Punkten der Spieler richtet – genauer gesagt, dass
- der Unterschied im Preisgeld der punktgleichen Spieler sich verringert und
- der Abstand im Preisgeld zwischen benachbarten Gruppen punktgleicher Spieler wächst.